# Tăpcileștovo, Tărgoviște
Tăpcileștovo (în bulgară Тъпчилещово) este un sat în comuna Omurtag, regiunea Tărgoviște,  Bulgaria. 

## Demografie
Componența etnică a satului Tăpcileștovo
     Turci (5,08%)
     Bulgari (54,23%)
     Romi (27,11%)
     Nicio identificare (13,55%)
La recensământul din 2011, populația satului Tăpcileștovo era de 59 locuitori. Din punct de vedere etnic, majoritatea locuitorilor (54,23%) erau bulgari, existând și minorități de romi (27,11%) și turci (5,08%). Pentru 13,55% din locuitori nu este cunoscută apartenența etnică.